# 동하
동하시(베트남어: Thành phố Đông Hà / 城舖東河)는 베트남 중부에 위치한 꽝찌성의 성도로, 면적은 72,96km2, 인구는 82,046명(2005년 기준)이다. 월남전 중에는 베트남 공화국(월남)의 최북단 도시로서, 군사적으로 중요한 가치를 지니기도 했다. 현재는 베트남과 라오스 간의 무역 거점이며 동서경제회랑이 지나가는 도시이기도 하다.

## 지리
동하시는 후에에서 66km, 동허이시에서 100km, 꽝찌 시사에서 12km 떨어진 곳에 위치해 있다. 동쪽과 남쪽으로는 찌에우퐁현과 경계를 접하고, 서쪽은 깜로현, 북쪽은 죠린현과 깜로현과 경계를 접한다. 서쪽으로는 라오바오 국제 국경선 83km를 포함한다.

## 역사
동하는 18세기 경에 시작되었다. 20세기 초에도 동하시는 황폐화 된 작은 마을이었고 멀리 북쪽 끝으로 이동하는 열차의 작은 이동 역이었다. 프랑스 식민지 기간에도 수년간 프랑스와 전쟁을 벌였던 동하는 단지 1,000명 남짓의 작은 마을이었다.
베트남 전쟁 때에도 동하는 월남의 최북단에 위치한 마을이었고, 미국 해병대가 동하 전진 기지를 지은 전략적으로 중요한 위치에 있었다. 이곳에서 베트남 군사 분계선을 따라 해병대를 지원하기 위해 만든 곳이었다. 해병대 3사단이 이 작전 지역을 총괄했다. 이곳 군사 분계선을 따라 수 많은 베트남 인민군이 활동하고 있었다. 해병대 3사단 정보국은 이 지역에서 활동하는 베트남 인민군과 베트콩의 병력 규모를 1968년 1월을 기준으로 40,943명으로 추정하고 있었다. 동하는 1972년 3월 31일 최초의 부활절 공세에서 베트남 인민군에게 넘어갔다.

## 행정구역
동하시는 9개의 방(坊)을 관할한다.
- 1방 (Phường 1)
- 2방 (Phường 2)
- 3방 (Phường 3)
- 4방 (Phường 4)
- 5방 (Phường 5)
- 동장 (Đông Giang / 東江)
- 동타인 (Đông Thanh / 東靑)
- 동르엉 (Đông Lương / 東梁)
- 동레 (Đông Lễ / 東禮)

## 기후
동하의 기후는 일반적인 꽝찌성 지역과 마찬가지로 푄 현상의 특성을 지닌 습한 열대 기후에 속한다. 동하시는 몬순 기후가 특징인 베트남 북중부 지방의 좁은 육지에 위치해 있으며, 안남산맥 동쪽 지역의 기후와 비교하여 전형적인 특징을 가지고 있다. 남서풍 계절풍의 강한 영향으로 덥고 건조한 기후가 조성된다.
기후는 우기와 고온 건조한 건기 두 계절로 구분된다. 겨울에는 찬 공기의 영향으로 열대성 유역이 하이반 패스에 이르므로 겨울은 남부 지역에 비해 비교적 추운 편에 속한다. 가장 더운 계절과 가장 추운 계절의 평균 기온 차이는 9~ 10도에 이른다. 동하는 두가지 몬순의 영향을 크게 받는다. 북동 계절풍은 11월에서 다음 해 3월까지, 남서 계절풍은 4월에서 9월까지이다.
비교적 강우량이 많은 지역이기는 하지만 주로 우기가 4개월에 걸친 기간에 약 80%가 집중되어 있다. 그러나 강수일수는 고르지 않게 분포하며 월 평균 17~20일로 비오는 날이 일부 작물의 계절적 배치에 영향을 미치고, 사람들의 농업 생산에도 영향을 준다. 태풍이 오는 계절은 9월에서 11월에 집중되어 있으며, 폭풍우의 상륙은 폭풍 7호 ~ 10호 태풍이 주로 찾아온다. 이때는 종종 폭우와 함께 해수면이 상승하고, 폭우로 인해 홍수와 범람이 광범위하게 일어나 인프라가 파괴되고, 작물을 망친다.
| 동하시의 기후                      | 동하시의 기후 | 동하시의 기후 | 동하시의 기후 | 동하시의 기후 | 동하시의 기후 | 동하시의 기후 | 동하시의 기후 | 동하시의 기후 | 동하시의 기후 | 동하시의 기후 | 동하시의 기후 | 동하시의 기후 | 동하시의 기후 |
| 월                                 | 1월           | 2월           | 3월           | 4월           | 5월           | 6월           | 7월           | 8월           | 9월           | 10월          | 11월          | 12월          | 연간          |
| ---------------------------------- | ------------- | ------------- | ------------- | ------------- | ------------- | ------------- | ------------- | ------------- | ------------- | ------------- | ------------- | ------------- | ------------- |
| 역대 최고 기온 °C (°F)             | 34.6 (94.3)   | 37.9 (100.2)  | 39.8 (103.6)  | 42.1 (107.8)  | 41.7 (107.1)  | 41.4 (106.5)  | 39.7 (103.5)  | 39.4 (102.9)  | 38.9 (102.0)  | 34.7 (94.5)   | 34.6 (94.3)   | 33.0 (91.4)   | 42.1 (107.8)  |
| 일평균 최고 기온 °C (°F)           | 23.5 (74.3)   | 24.1 (75.4)   | 27.4 (81.3)   | 31.4 (88.5)   | 33.9 (93.0)   | 34.5 (94.1)   | 34.7 (94.5)   | 33.8 (92.8)   | 31.5 (88.7)   | 28.7 (83.7)   | 25.8 (78.4)   | 23.4 (74.1)   | 29.4 (84.9)   |
| 일일 평균 기온 °C (°F)             | 20.1 (68.2)   | 20.5 (68.9)   | 22.9 (73.2)   | 25.9 (78.6)   | 28.3 (82.9)   | 29.6 (85.3)   | 29.5 (85.1)   | 28.8 (83.8)   | 27.1 (80.8)   | 25.2 (77.4)   | 22.8 (73.0)   | 20.4 (68.7)   | 25.1 (77.2)   |
| 일평균 최저 기온 °C (°F)           | 17.7 (63.9)   | 18.3 (64.9)   | 20.2 (68.4)   | 22.8 (73.0)   | 24.9 (76.8)   | 26.3 (79.3)   | 26.2 (79.2)   | 25.7 (78.3)   | 24.3 (75.7)   | 22.9 (73.2)   | 20.6 (69.1)   | 18.3 (64.9)   | 22.4 (72.3)   |
| 역대 최저 기온 °C (°F)             | 10.0 (50.0)   | 11.2 (52.2)   | 9.4 (48.9)    | 15.8 (60.4)   | 17.4 (63.3)   | 21.5 (70.7)   | 22.2 (72.0)   | 22.7 (72.9)   | 18.6 (65.5)   | 16.9 (62.4)   | 13.3 (55.9)   | 9.8 (49.6)    | 9.4 (48.9)    |
| 평균 강수량 mm (인치)              | 48 (1.9)      | 33 (1.3)      | 30 (1.2)      | 60 (2.4)      | 122 (4.8)     | 92 (3.6)      | 73 (2.9)      | 174 (6.9)     | 389 (15.3)    | 661 (26.0)    | 398 (15.7)    | 171 (6.7)     | 2,250 (88.6)  |
| 평균 강수일수                      | 12.2          | 11.5          | 9.9           | 9.8           | 10.3          | 8.9           | 7.2           | 10.7          | 16.5          | 20.5          | 20.3          | 16.9          | 154.7         |
| 평균 상대 습도 (%)                 | 87.9          | 86.9          | 86.8          | 84.1          | 78.1          | 72.5          | 70.5          | 74.4          | 83.8          | 87.6          | 87.9          | 87.6          | 82.6          |
| 평균 월간 일조시간                 | 118           | 96            | 140           | 175           | 232           | 222           | 238           | 206           | 167           | 136           | 95            | 87            | 1,910         |
| 출처: 베트남 과학 기술 양성 연구소 |               |               |               |               |               |               |               |               |               |               |               |               |               |